# Čchen-čou
Čchen-čou (čínsky pchin-jinem Chēnzhōu, znaky 郴州) je městská prefektura v Čínské lidové republice, kde patří k provincii Chu-nan.
Celá prefektura má rozlohu 19 337 čtverečních kilometrů a žije v ní přes čtyři a půl milionu obyvatel.
Ve městě je stanice vysokorychlostní železniční tratě Wu-chan – Kanton.

## Správní členění
Městská prefektura Čchen-čou se člení na jedenáct celků okresní úrovně, a sice dva městské obvody, jeden městský okres a osm okresů.
| Pej-chu Su-sien městský okres · C’-sing okres · Kuej-jang okres · I-čang okres · Jung-sing okres · Ťia-che okres · Lin-wu okres · Žu-čcheng okres · Kuej-tung okres · An-žen |        |                       |             |                                         |
| Název | Název  | Počet obyvatel (2018) | Rozloha km² | Hustota zalidnění (obyv. na km²) (2018) |
| český přepis | znaky  | Počet obyvatel (2018) | Rozloha km² | Hustota zalidnění (obyv. na km²) (2018) |
| Městské obvody |        |                       |             |                                         |
| Pej-chu | 北湖区 | 568 778               | 819         | 694                                     |
| Su-sien | 苏仙区 | 435 836               | 1 337       | 326                                     |
| Městský okres |        |                       |             |                                         |
| C’-sing | 资兴市 | 322 990               | 2 732       | 118                                     |
| Okresy |        |                       |             |                                         |
| An-žen | 安仁县 | 351 927               | 1 467       | 240                                     |
| I-čang | 宜章县 | 567 970               | 2 133       | 266                                     |
| Jung-sing | 永兴县 | 538 532               | 1 976       | 273                                     |
| Kuej-jang | 桂阳县 | 709 372               | 2 963       | 239                                     |
| Kuej-tung | 桂东县 | 160 956               | 1 435       | 112                                     |
| Lin-wu | 临武县 | 322 987               | 1 378       | 234                                     |
| Ťia-che | 嘉禾县 | 343 169               | 692         | 496                                     |
| Žu-čcheng | 汝城县 | 344 617               | 2 403       | 143                                     |
| |        |                       |             |                                         |
| Celkem | Celkem | 4 667 134             | 19 337      | 241                                     |

## Partnerská města
- Laredo, Texas, USA (1. září 2002)